# Drepanosticta psygma
Drepanosticta psygma är en trollsländeart som beskrevs av Van Tol 2007. Drepanosticta psygma ingår i släktet Drepanosticta och familjen Platystictidae. Inga underarter finns listade i Catalogue of Life.